# Fabian Kalsow
Fabian Kalsow (* 8. September 1981 in Oldenburg in Holstein) ist ein deutscher Motorbootsport-Pilot, der in der F1H2O (Formel 1) aktiv war.

## Sportlicher Werdegang
Kalsow gehört neben dem ehemaligen Weltmeister Michael Werner zu den erfolgreichsten deutschen Motorboot-Piloten. Mit 18 Jahren erhielt Fabian Kalsow bei einem Sichtungslehrgang des ADAC eine Chance im Rennsport. Er wurde dort mehrfach Jugendpokalsieger. Im Jahr 2003 gewann er den deutschen Meistertitel und wechselte ein Jahr später in die Formel-3-WM. Dort wurde er in der Gesamtwertung Sechster. Seine beste Platzierung war dabei ein zweiter Platz beim Grand Prix von Ungarn. 2005 schaffte er den Sprung in die F1H2O, der Formel 1 des Motorbootsports. Dort wurde er Teil des Tamoil F1 Team von Guido Cappellini, dem erfolgreichsten Formel 1 Piloten aller Zeiten, und Ivan Brigada.
In seiner ersten Saison fuhr er mehrmals auf Punkteplatzierungen. Er wurde als bester Neueinsteiger ("Rookie of the year 2005") ausgezeichnet und  zusätzlich erlangte sein Team in seinem ersten Formel 1 Jahr durch die überragende Leistung von Guido Cappellini auch den Titel des Teamweltmeisters. Auch im Jahr 2006 fuhr er mit ähnlichen Leistungen wie 2005 in der F1H2O. Auf Grund von Unstimmigkeiten bei der Vermarktung nahm Kalsow 2007 nicht an der F1H2O teil. 2008 startete er als Teil eines neuen Teams beim letzten Rennen. In den Jahren 2009 und 2010 nahm er an der Formel 1 teil und konnte die Gesamtplatzierungen 13 bzw. 12 erreichen.

## Beruflicher Werdegang
Kalsow ist gelernter Kfz-Mechaniker, betreibt eine Versicherungsvertretung und ein Powerboat Mitfahrgeschäft.

## Erfolge und Auszeichnungen
- 2003:  Deutscher Meister Powerboat in der Formel ADAC[8]
- 2005: „Rookie of the year“[9]
- 2005: Formel 1 Team-Weltmeister[10][11]
- 2006: schnellste Rennrunde beim GP von Italien in Como[12]
- 2009: 4. Platz beim GP von Shenzhen in China[13]